# 西野 (札幌市)
西野（にしの）は北海道札幌市西区の地名。

## 地理
札幌市西区内に位置し、市内でも降雪量と積雪量の多い地区である。西野1条1丁目から西野14条8丁目まで設置されている。隣接している地区は、西側は手稲金山、東側は山の手・小別沢、南側は平和・福井、北側が宮の沢・西町である。
西野3条6丁目から中洲橋（西野第二）までの道路は、広島県人の開墾にちなんで通称「広島通」呼ばれる。1980年代までの旧市営バス「西野第二線」の停留所名は、西野中央（現西野3条6丁目）- 中央通（現西野4条7丁目）- 西野第一（現西野6条8丁目）- 広島通（現西野8条8丁目）- 西野第二であった。

## 歴史
1870年（明治4年）、越後国（現在の新潟県）出身の森三吉、平野平八郎ほか計5戸がベッカウス（現在の二股付近）といわれたところに移住開墾したのが始まりといわれる。しかし、本格的な開拓は、1885年（明治18年）、広島県人6戸18人が今の西野第二地区付近に移住したことに始まり、彼らの功績を讃えて西野の開拓地は「広島開墾」の名で呼ばれた。
1970年半ば頃までは、田畑が多く、札幌市内でも有数の米どころであった。1980年以降急速に宅地化が進み、手稲山に連なる森林斜面の開発が進み、ヒグマやニホンマムシの生活域まで宅地化されている。

### 地名の由来
地名の由来は詳らかではない。旧上手稲村の一地区となり、旧手稲町字西野から引き継がれている。

### 沿革
- 1870年（明治04年）：越後（新潟）出身の森三吉、平野平八郎ほか5戸が西野二股付近に移住し開墾を始める。
- 1872年（明治05年）：三木勉が「時習館」（現在の札幌市立手稲東小学校）を作り、自ら教鞭をとる。
- 1882年（明治13年）：手稲村大字上手稲村の一地区となる。
- 1885年（明治18年）：広島県人6戸18人が現在の西野第二地区付近に入植し、本格的な開拓を始める。
- 1942年手稲町の大字三村が廃止され、十二字区になり、札幌郡手稲町字西野となる。
- 1947年（昭和22年）：札幌市立手稲東中学校が手稲村立手稲中学校上手稲分校として上手稲小に併置される。
- 1952年（昭和27年）：同中学校は上手稲中学校として独立し、11月に手稲町立手稲東中学校となる。
- 1965年（昭和40年）：札幌市営バスが手稲東町を拠点として、西野、平和、福井方面にマイクロバスでの運行開始。西野第二線。その後、旧国道5号線にあった手稲東町のバス停から、現西野3条2丁目に建設された「西野ターミナル」に拠点が移され、市営バス西野第二線、平和の滝線、福井えん堤の3線と山の手通り（現北海道道453号西野白石線）を走る山の手線などとの中継地となる。
- 1966年（昭和41年）：手稲町が札幌市と合併。住居表示は札幌市手稲西野○○番地○となる。手稲東小・中学校は各々、札幌市立となる。
- 1972年（昭和47年）：札幌市が政令指定都市となり区制施行。札幌市西区の一地区となり、住居表示は札幌市西区西野となる。西野浄水場運用開始。
- 1976年（昭和51年）：地下鉄東西線の開通で、地下鉄琴似駅がそれまで都心まで直行していた市営バスの発着点となる。
- 1989年（平成元年）：現在の条丁目住居表示になる。
- 1992年（平成04年）：西野地区センター開設（西野4条2丁目）。
- 1993年（平成05年）：北一条・宮の沢通全面開通。
- 1999年（平成11年）：地下鉄東西線宮の沢駅、発寒南駅開業によりバス路線変更。

## 住所
| 町丁                 | 郵便番号 |
| -------------------- | -------- |
| 西野1条1丁目～9丁目  | 063-0031 |
| 西野2条1丁目～10丁目 | 063-0032 |
| 西野3条1丁目～10丁目 | 063-0033 |
| 西野4条1丁目～10丁目 | 063-0034 |
| 西野5条1丁目～10丁目 | 063-0035 |
| 西野6条1丁目～10丁目 | 063-0036 |
| 西野7条1丁目～10丁目 | 063-0037 |
| 西野8条1丁目～10丁目 | 063-0038 |
| 西野9条3丁目～9丁目  | 063-0039 |
| 西野10条6丁目～9丁目 | 063-0040 |
| 西野11条7丁目～9丁目 | 063-0041 |
| 西野12条8丁目        | 063-0042 |
| 西野13条8丁目        | 063-0043 |
| 西野14条8丁目        | 063-0044 |
| 西野○番地            | 063-0049 |

## 教育機関

### 保育園
- （私立）西野保育園 （西野7-2）
- （私立）西野中央保育園（西野4-3）
- （私立）西野あおい保育園（西野7-8）

### 幼稚園
- （私立）西野札幌幼稚園 （西野3-2）
- （私立）西野さくら幼稚園（西野4-6）

### 小学校
- 札幌市立西園小学校（西野1-7）
- 札幌市立手稲東小学校（西野4-3）
- 札幌市立西野小学校（西野8-4）
- 札幌市立西野第二小学校（西野8-7）

### 中学校
- 札幌市立手稲東中学校（西野2-5）
- 札幌市立西野中学校（西野8-7）
- 札幌市立宮の丘中学校（西野3-10）

### その他の教育機関
- （西野学園）札幌医学福祉技術専門学校（西野4-6）

## 施設
公共施設
- 西野児童会館（西野7-3）
- 西野まちづくりセンター（西野6-3）
- 西消防署西野出張所（西野3-2）
- 北海道警察札幌方面西警察署（西野2-5）
- 札幌西野中郵便局（西野3-7）
- 札幌西野東郵便局（西野4-3）
- 札幌西野南郵便局（西野6-3）
- 札幌西野八条郵便局（西野8-8）
- 札幌市西野地区センター (西野4-2)

その他の施設
- 「西野」の名を冠する西野神社は、隣接する平和（1-3）にある。西野のほぼ全域は西野神社の氏子地域に含まれる。
- びっくりドンキー西野店（3-3）は、同社の札幌第1号店である。